# Série de championnat de la Ligue américaine de baseball 2000
La Série de championnat de la Ligue américaine de baseball 2000 était la série finale de la Ligue américaine de baseball, dont l'issue a déterminé le représentant de cette ligue à la Série mondiale 2000, la grande finale des Ligues majeures.
Cette série quatre de sept débute le mardi 10 octobre 2000 et se termine le mardi 17 octobre par une victoire des Yankees de New York, quatre victoires à deux sur les Mariners de Seattle.

## Équipes en présence
Gagnants de la Série mondiale en 1998 et 1999, les Yankees de New York accèdent aux séries éliminatoires pour la sixième année consécutive et terminent pour une troisième saison de suite en tête de la division Est de la Ligue américaine. Leur fiche de 87 victoires et 74 défaites en 2000 est toutefois la moins bonne de cette séquence de 13 qualifications consécutives en éliminatoires, séquence qui se termine en 2008. Ils terminent cependant deux parties et demie devant les Red Sox de Boston dans la section Est. Ces derniers, contrairement aux deux saisons précédentes, sont incapables de prendre la place de meilleur deuxième dans l'Américaine. Ce sont plutôt les Mariners de Seattle qui s'en emparent avec un dossier de 91-71, une demi-partie derrière les champions de la division Ouest, les Athletics d'Oakland (91-70).
Seattle, de retour en éliminatoires pour la première fois depuis 1997, élimine avec trois victoires consécutives en Série de divisions les White Sox de Chicago, équipe championne de la division Centrale avec une fiche de 95-67, la meilleure performance de la Ligue américaine en saison régulière.
Opposés à Oakland au premier tour des séries, les Yankees l'emportent trois victoires à deux pour accéder à une troisième Série de championnat de suite.
Les Yankees et les Mariners s'affrontent pour la seconde fois en éliminatoires. Le premier rendez-vous, en 1995, avait vu les Mariners remporter une enlevante Série de divisions trois parties à deux.

## Déroulement de la série

### Calendrier des rencontres
| Match | Date       | Visiteur            | Hôte                | Score |
| ----- | ---------- | ------------------- | ------------------- | ----- |
| 1     | 10 octobre | Mariners de Seattle | Yankees de New York | 2 - 0 |
| 2     | 11 octobre | Mariners de Seattle | Yankees de New York | 1 - 7 |
| 3     | 13 octobre | Yankees de New York | Mariners de Seattle | 8 - 2 |
| 4     | 14 octobre | Yankees de New York | Mariners de Seattle | 5 - 0 |
| 5     | 15 octobre | Yankees de New York | Mariners de Seattle | 2 - 6 |
| 6     | 17 octobre | Mariners de Seattle | Yankees de New York | 7 - 9 |

### Match 1
Mardi 10 octobre 2000 au Yankee Stadium, New York, NY.
| Mariners de Seattle | 0 | 0 | 0 | 0 | 1 | 1 | 0 | 0 | 0 | 2 | 5 | 0 |
| Yankees de New York | 0 | 0 | 0 | 0 | 0 | 0 | 0 | 0 | 0 | 0 | 6 | 1 |
| Lanceurs partants : SEA : Freddy García NYY : Denny Neagle Vic. : Freddy García (1-0) Déf. : Denny Neagle (0-1) Sauv. : Kazuhiro Sasaki (1) HRs : SEA : Alex Rodriguez (1) |   |   |   |   |   |   |   |   |   |   |   |   |

### Match 2
Mercredi 11 octobre 2000 au Yankee Stadium, New York, NY.
| Mariners de Seattle | 0 | 0 | 1 | 0 | 0 | 0 | 0 | 0 | 0 | 1 | 7  | 2 |
| Yankees de New York | 0 | 0 | 0 | 0 | 0 | 0 | 0 | 7 | X | 7 | 14 | 0 |
| Lanceurs partants : SEA : John Halama NYY : Orlando Hernández Vic. : Orlando Hernández (1-0) Déf. : Arthur Rhodes (0-1) HRs: NYY : Derek Jeter (1) |   |   |   |   |   |   |   |   |   |   |    |   |

### Match 3
Vendredi 13 octobre 2000 au Safeco Field, Seattle, Washington.
| Yankees de New York | 0 | 2 | 1 | 0 | 0 | 1 | 0 | 0 | 4 | 8 | 13 | 0 |
| Mariners de Seattle | 1 | 0 | 0 | 0 | 1 | 0 | 0 | 0 | 0 | 2 | 10 | 1 |
| Lanceurs partants : NYY : Andy Pettitte SEA : Aaron Sele Vic. : Andy Pettitte (1-0) Déf. : Aaron Sele (0-1) Sauv. : Mariano Rivera (1) HRs : NYY : Bernie Williams (1), Tino Martinez (1) |   |   |   |   |   |   |   |   |   |   |    |   |

### Match 4
Samedi 14 octobre 2000 au Safeco Field, Seattle, Washington.
| Yankees de New York | 0 | 0 | 0 | 0 | 3 | 0 | 0 | 2 | 0 | 5 | 5 | 0 |
| Mariners de Seattle | 0 | 0 | 0 | 0 | 0 | 0 | 0 | 0 | 0 | 0 | 1 | 0 |
| Lanceurs partants : NYY : Roger Clemens SEA : Paul Abbott Vic. : Roger Clemens (1-0) Déf. : Paul Abbott (0-1) HRs : NYY : Derek Jeter (2), David Justice (1) |   |   |   |   |   |   |   |   |   |   |   |   |

### Match 5
Dimanche 15 octobre 2000 au Safeco Field, Seattle, Washington.
| Yankees de New York | 0 | 0 | 0 | 2 | 0 | 0 | 0 | 0 | 0 | 2 | 8 | 0 |
| Mariners de Seattle | 1 | 0 | 0 | 0 | 5 | 0 | 0 | 0 | X | 6 | 8 | 0 |
| Lanceurs partants : NYY : Denny Neagle SEA : Freddy Garcia Vic. : Freddy Garcia (2-0) Déf. : Denny Neagle (0-2) HRs: SEA : John Olerud (1), Edgar Martínez (1) |   |   |   |   |   |   |   |   |   |   |   |   |

### Match 6
Mardi 17 octobre 2000 au Yankee Stadium, New York, NY.
| Mariners de Seattle | 2 | 0 | 0 | 2 | 0 | 0 | 0 | 3 | 0 | 7 | 10 | 0 |
| Yankees de New York | 0 | 0 | 0 | 3 | 0 | 0 | 6 | 0 | X | 9 | 11 | 0 |
| Lanceurs partants : SEA : John Halama NYY : Orlando Hernández Vic. : Orlando Hernández (2-0) Déf. : José Paniagua (0-1) HRs : SEA : Alex Rodriguez (2), Carlos Guillen (1) NYY : David Justice (2) |   |   |   |   |   |   |   |   |   |   |    |   |

## Joueur par excellence
Le voltigeur des Yankees de New York, David Justice, est nommé joueur par excellence de la Série de championnat 2000 de la Ligue américaine. La moyenne au bâton de Justice est étonnamment peu élevée pour un joueur recevant cet honneur : elle ne s'élève qu'à 0,231 dans cette série de six matchs contre Seattle. Il frappe cependant deux circuits dans la série et produit huit points. Son circuit de trois points dans le dernier match face à Arthur Rhodes, des Mariners, transforme un déficit de 3-4 en avance de 6-4 pour les Yankees, qui remportent finalement la partie.